# Joseph Henriet
Giuseppe (Joseph) Henriet (Excenex, 13 maart 1945), ook bekend onder de naam Josèf Harriet, is een Valdostaans politicus en voormalig politiek leider van de Mouvament Arpetania, een politieke beweging die tijdens de jaren 70 streefde naar een zo groot mogelijke onafhankelijkheid voor de etnische regio Arpitanië. Hij publiceerde boeken en artikelen, vooral op het gebied van etnologie en historische taalkunde. Bekend werk van hem is het boek La Lingua Arpitana uit 1976, waarin Henriet een koinē voor een gestandaardiseerde Arpitaanse taal suggereert.

## Kort levensoverzicht
Joseph Henriet werd geboren op 13 maart 1945 als jongste in een gezin van drie kinderen te Excenex, een dorp in de heuvels nabij de stad Aosta. Jèpino, zoals hij liefkozend genoemd werd, groeide op in een rooms-katholieke landbouwfamilie, waar naast het Frans een lokaal Valdostaans variëteit van het Arpitaans als de voertaal in het gezin gold. Zonder één woord Italiaans te spreken, begon hij het basisonderwijs in de plaatselijke dorpsschool, waarna hij vervolgens - gestimuleerd door de toenmalige lokale pastoor - middelbaar onderwijs volgde in Chieri, Piëmont. Op 18-jarige leeftijd is Henriet zich inmiddels ervan bewust dat hij, net als veel Valdostanen, het Italiaans niet volledig en natuurlijk beheerst, omdat dit niet zijn moedertaal is, maar een verworven derde taal die opgelegd is door de Italiaanse staat (zie: Italianisering). Henriet volgde een opleiding tot leerkracht.
In 1964 vond er tijdens zijn vakantie aan de Italiaanse Rivièra een aanslag plaats op zijn leven. Nadat Henriet onder schot van een geladen pistool weigerde mee te werken aan een overval op Ierse toeristen, werd hij eenmaal beschoten met het vuistvuurwapen. Deze kogel suisde langs zijn nekwervel, maar richtte geen onherstelbare schade aan waardoor Henriet hier wonderbaarlijk slechts een litteken aan zou gaan overhouden.
Om de internationale samenwerkingen tussen de Franstalige gebieden te bevorderen, werd de talentvolle 23-jarige leerkracht Henriet in 1968 voorgedragen door Cesare Dujany, de toenmalige Raadsman van Onderwijs in het regionale bestuursorgaan, om als docent te gaan werken in het kanton Jura te Zwitserland. Hij accepteerde dit, en na een plaatsing van één jaar, keerde hij in 1969 terug in het Aostadal. Gedurende zijn carrière als onderwijzer was hij actief in meerdere dorpen binnen de regio Aostavallei en Zwitserland (de kantons Jura en Neuchâtel). Gedurende zijn twee periodes in Zwitserland, bestudeerde hij de strijd van de Mouvement autonomiste jurassien die de stichting van een onafhankelijk kanton Jura nastreefden, los van het kanton Bern. Henriet kwam hiermee tot de conclusie dat als ook de autonome regio Aostavallei werkelijk vrij wil zijn van extern bestuur, het zich zal moeten afscheiden van de Italiaanse Republiek. Aanvankelijk is zijn gedachtegoed nadrukkelijk geïnspireerd op de Franssprekende minderheid in het Aostadal, om later vervolgens zijn ideologie te verschuiven op de Arpitaanstaligen en zich te baseren op de bijbehorende cultuurhistorische en taalkundige grondslag. Het staatkundige streven is dan de terugtrekking van het Aostavallei uit de Italiaanse Republiek, om het vervolgens aan te sluiten aan de dan op te richten Arpitaanse Federatie. In zijn politieke jaren leerde hij de Baskische schrijver en politicus Federiko Krutwig-Sagredo (1921-1981) kennen, met wie hij een persoonlijke vriendschap onderhield. Binnen het culturele domein hield hij zich in 1976 bezig met etnologie, de gezamenlijke Arpitaanse geschiedenis, cultuur en de taal, waaronder de constructie van een koinē voor een gestandaardiseerde Arpitaanse taal.

## Politiek leven

### ALPA (1970-1972)
Ten tijde dat de Mouvement autonomiste jurassien de stichting van een onafhankelijk kanton Jura nastreefden, werkte Henriet enkele jaren in Zwitserland als onderwijzer, om vervolgens naar het Aostavallei terug te keren om er zijn politieke missie te starten, wat culmineerde in de oprichting van de Action de Libération des Peuples des Alpes (Nederlands: Bevrijdingsactie van de Alpenvolkeren), beter bekend onder de afkorting ALPA. Het oorspronkelijke doel van de beweging was afsplitsing van de regio Aostavallei van de Italiaanse Republiek en het volkenkundig streven om alle Alpijnse volkeren binnen het traditioneel Franstalig taalgebied rondom de Mont Blanc te verenigen in één alpenstaat.
Als politiek leider, vertegenwoordigde Henriet op Europees niveau de beweging ALPA op een internationaal congres te Leuven (België). Op dit congres waren diverse bewegingen vertegenwoordigd, die allen streefden naar maximale autonomie voor de volkeren en regio's in Europa, waaronder de Baskische ETA en de Noord-Ierse IRA, maar ook een bescheiden beweging van Roberto Gremmo, die in 1977 zou uitgroeien tot de Arnàssita Piémontaise beweging in Piëmont. Men besprak hier onderling de heroriëntatie van de Europese Unie, die op dat moment naar hun mening te veel is beïnvloed door haar economische oorsprong en die te veel nadruk legt op centralisatie. Tevens werden er ervaringen uitgewisseld tussen de aanwezige bewegingen. Vooral de gedachtewisselingen met Federiko Krutwig-Sagredo zouden veel bijdragen aan de ontwikkelingsgang van Henriet en zijn beweging. Op dat moment had ALPA nog geen vastgestelde etnische ideologie en richtte zich vooral op de Franssprekende minderheid in het Aostadal.
Omdat ALPA zich aanvankelijk richtte op de Franssprekende minderheid in de Italiaanse regio, bood de Franse politicus en presidentskandidaat Guy Héraud zijn hulp aan om te pogen het Aostadal toe te voegen aan de Franse natie. Bij de bevrijding van Frankrijk in 1944 had Charles de Gaulle eerder een soortgelijk vruchtloos projet. De ideeën van Héraud tevergeefs, ALPA had echter bij terugkomst van het internationaal congres in Leuven, zelf onder leiding van Henriet een lokaal congres voor haar achterban georganiseerd in Gignod. Op dat congres ontstond het bewustzijn dat het volk in het Aostavallei op cultuurhistorische gronden noch behoort tot een Franse etniciteit, noch tot de Italiaanse, maar het zelf een eigen sociaal-culturele identiteit bezit dat ze tevens verbindt met de andere Alpijnse volkeren rondom de Mont Blanc, met als voornaamste kenmerk de Arpitaanse taal en cultuur. Hiermee ontstond het arpitanisme als culturele en politieke stroming. De beweging ALPA maakte daarmee in 1972 plaats voor de nieuwe beweging HEL. Guy Héraud zag toe op de ontwikkeling en besloot na één gezamenlijke vergadering af te stappen van de samenwerking en zijn Franse aspiraties in het Aostadal.

### HEL (1972-1976)

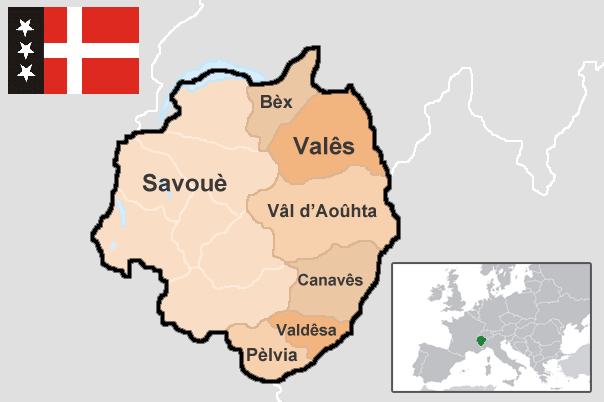
De voorgestelde Arpitaanse federatie bestaande uit Arpitaanstalige gebieden in het huidige Frankrijk, Italië en Zwitserland. Naar model van Henriet in 1972.

In 1972 werd de naam van de politieke emancipatiebeweging gewijzigd in Harpitanya Etnocrateka Libra (HEL). Als gevolg van een centraliserende en autoritaire politiek waarmee in vorige eeuwen het Frans werd opgelegd aan niet-Franstalige gemeenschappen in de periferie van de Franse staat, werd verondersteld dat de bewoners van de westelijke Alpen (waaronder het Aostavallei) zouden behoren tot de Franse etniciteit. Middels het boek Arpitanië uit 1971 weersprak Henriet dit door te stellen dat inwoners van Arpitanië behoren tot de Arpitaanse etniciteit met diens gezamenlijke kenmerken, zoals stamverwantschap, taal, cultuur, geschiedenis en de daaraan ontleende normen en waarden. HEL streeft naar een afscheiding van Italië en de stichting van een vrije etnocratische Arpitaanse staat. De beweging zou gedragen moeten worden door een nieuwe Arpitaanse standaardtaal (zie: koinē), die het volk een alternatief bood voor het door de politiek opgelegde Italiaans en Frans. en diende als instrument om gedachten en concepten in eigen taal publiekelijk uit te drukken.

### Lega Nord (1993-2001)
In 1993 keerde Henriet terug in de politiek als lid van de Lega Nord, een Italiaanse separatistische partij die het gehele noorden van Italië wilde afscheiden van de rest van het land, en er een onafhankelijke federale staat Padanië van wilde maken. Henriet werd voorzitter van de Ligue du Nord Vallée d'Aoste, de Valdostaanse afdeling van de partij. De Ligue Valdotaine kreeg van politicus Umberto Bossi daarbij de vrijheid om wederom te werken aan het project voor een Cisalpijns Arpitanië, dat vervolgens als staat of regio zou gaan samenwerken met Padanië. Ook werd er gezocht naar een transalpijnse samenwerking met de Ligue Savoisienne, een Franse separatistische beweging uit de nabijgelegen arpitaanstalige streek Savoye. De Savoyse partijvoorzitter Patrice Abeille was belangstellend, maar durfde de samenwerking met de Ligue du nord Vallée d'Aoste echter niet aan, omdat hij zijn partij middels een gezamenlijke project niet wilde verbinden aan de reputatie van de populistische Lega Nord.
Bij de Italiaanse parlementsverkiezingen 1996 was Henriet kandidaat namens de Lega Nord in het Aostavallei, waar hij 9,67% van de stemmen kreeg. Dit bleek niet voldoende om het Aostavallei te vertegenwoordigen in de Senaat. Onder de naam Lega Nord - Val d'Aohta Libra (Noordelijke Liga - Aostavallei onafhankelijk) behaalde de partij tijdens de Regionale verkiezingen van 1998 in het Aostavallei slechts 3,39% van de stemmen, waarna Henriet binnen de partij afscheid nam als voorzitter en verderging als politiek secretaris.
Als dank voor de verrichte werkzaamheden van de afgetreden voorzitter Henriet werd er op 4 juli 1999 in Saint-Pierre een voetbalwedstrijd georganiseerd tussen de voetbalelftallen van Arpitanië en het sterke Padanië, dat later meervoudig wereldkampioen zou worden voor teams die geen lid zijn van de FIFA. Met onder meer de profvoetballer Pascal Dupraz aan Arpitaanse zijde, wist Arpitanië wist de wedstrijd echter met 2-1 te winnen. Na de wedstrijd kreeg elke speler een bronzen medaille, waarop een draaiende zon van de Salassi afgebeeld stond. In 2001 trad Henriet af als politiek secretaris. Sindsdien blijft Henriet zaakvoerder voor het arpitanisme.

### Politiek activisme
In augustus 2019 lanceerde Henriet via social media het idee van een Movimento 27 C, een politieke beweging die streeft het Aostavallei als zevenentwintigste kanton te laten toetreden tot de Zwitserse Bondsstaat. 

## Tegenstand
Zijn kijk op de regionale verfransing, italianisering en de staatsvorm, evenals de thema's die hij aansneed, vormden voor politieke tegenstanders de aanleiding Henriet ervan te betichten een "nazi-maoïst" politicus te zijn. Om aan te tonen dat het Arpitaans geen achterhaalde taal uit het verleden is, werden enkele teksten door Henriet uit een willekeurig populair boek vertaald, in dit geval het Rode Boekje uit 1964 van Mao Zedong. Zo vertaalde hij simpelweg twee bekende passages naar De you vegnon les idò jeuste? (Waar komen de juiste ideeën vandaan?) en De la prateka (Over de praktijk). Op de kaft van Henriets boek Harpitania uit 1971, was onder meer een kruis met een cirkel te zien. Dit werd onjuist geïnterpreteerd en door politieke tegenstanders gebruikt om Henriet te identificeren met extreemrechtse groeperingen. Deze subjectieve waarnemingen werden door politieke tegenstanders gebruikt om de Arpitaanse beweging in een kwaad daglicht te stellen, ter bescherming van de traditionele partijen.
Onder meer de regionalistische of autonomistische politieke partijen voerden systematisch tegenstand tegen de Arpitaanse Beweging. De Union Valdôtaine richt zich op de Franssprekende minderheid in het Aostadal als het de autonomie en de regionale identiteit en cultuur verdedigt. Zij zagen niets in een reformisme en de strijd tegen de regeringsvorm, dat toentertijd vooral ten goede kwam aan de verfranste en geïtalianiseerde elite in de regio Aostavallei. Een ander tegenargument is het hypothetisch verlies van de huidige autonome status van de regio. Vanwege de aanwezigheid van de Franse taal in de Italiaanse streek, werd het Aostavallei na de Tweede Wereldoorlog door Frankrijk opgeëist. Om de regio voor Italië te behouden, verkreeg het Aostavallei in 1944 een autonoom statuut van de Italiaanse republiek. Om weerstand te bieden tegen de italianisering (uit angst dat deze kan leiden tot verlies van de autonome status), stellen de regionalistische en autonomistische partijen dat het kunstmatig in stand houden van het Frans een prioriteit is en er daarom in de administratie geen ruimte is voor de autochtone arpitaanse taal. De Italiaanse staatsnationalistische partijen gaven eveneens tegenstand aan de gedachten van Henriet, voornamelijk omdat ze zijn separatistische ideeën voor een Arpitaanse natie beschouwden als zeer onwenselijk voor de Italiaanse eenheid. 
Daartegenover staat dat Henriets gedachtegoed voornamelijk sympathie geniet in het netwerk van arpitanisten, linksnationalisten, sepataristen en andersglobalisten. De Franse auteur Marc Augier liet zich bij het schrijven van zijn roman La République du Mont-Blanc uit 1982 eveneens beïnvloeden door een aantal ideeën van Henriet en de Arpitaanse beweging uit de jaren zeventig.

## Werk algemeen

### Saracenen
Boeken over de Saracenen.

### Koinē
Het Arpitaans werd gesproken in verschillende variëteiten, en om van deze ernstig bedreigde taal van ondergang te redden, vond Henriet het in 1976 noodzaak een Standaardarpitaans vorm te geven, zodat deze standaardtaal zich binnen Arpitanië als alternatief voor het Frans of Italiaans tot moderne volwaardige taal kon ontwikkelen. Voor de ontwikkeling van een uniforme standaardtaal binnen het dialectcontinuüm, nam Henriet tijdens de dialectselectie een variëteit uit de omgeving van Montjovet als uitgangspunt, een variëteit die volgens de Zwitserse taalwetenschapper Hans-Erich Keller het meest behoudend was en daarmee minder invloed van het Frans of Italiaans heeft ondergaan. Om deze standaardtaal schriftelijk weer te geven koos Henriet voor een fonologische spelling, waarbij de symbolen gebruikt werden van het Latijns alfabet, maar opzettelijk niet altijd dezelfde waarde hadden als in het Franse of Italiaanse alfabet. Vernieuwend in deze spelling was dat bijvoorbeeld de stemloze velaire plosief [k] werd geschreven met een K, en de stemloze postalveolaire fricatief [ʃ] met de letter X werd weergeven. Henriets werk voor een standaardvorm, de zogeheten koinē, was getiteld La Lingua Arpitana (De Arpitaanse taal), en werd gepubliceerd in 1976. Het werk of simpelweg het idee van Henriet voor een Arpitaanse standaardvorm is echter nooit door de politiek of instanties overwogen als onderwijs- en bestuurstaal in het Aostavallei, noch in de andere regio's waar arpitaanse variëteiten gesproken worden. In de onderstaande tabel is de Arpitaanse transcriptie van Henriets koinē te zien met de bijbehorende klanken.
|               |             | Bilabiaal | Labiodentaal | Dentalen | Alveolaren | Prépalatalen | Palatalen | Velaren | Glottalen |
| ------------- | ----------- | --------- | ------------ | -------- | ---------- | ------------ | --------- | ------- | --------- |
| Plosieven     | Stemloos    | P /p/     |              | T /t̪/    |            | (TY) /ʈ/     | (KY) /c/  | K /k/   |           |
| Plosieven     | Stemhebbend | B /b/     |              | D /d̪/    |            | (DY) /ɖ/     | (GY) /ɟ/  | G /ɡ/   |           |
| Nasalen       | Nasalen     | M /m/     |              | N /n/    |            |              | NY /ɲ/    |         |           |
| Affricatieven | Stemloos    |           |              |          | C /t͡s/     | (CY) /t͡ʂ/    |           |         |           |
| Affricatieven | Stemhebbend |           |              |          | J /d͡z/     | (JY) /d͡ʐ/    |           |         |           |
| Fricatieven   | Stemloos    |           | F /f/        |          | S /s/      | X /ʃ/        |           |         | H /h/     |
| Fricatieven   | Stemhebbend |           | V /v/        |          | Z /z/      | (ZY) /ʒ/     |           |         |           |
| Lateralen     | Lateralen   |           |              |          | L /l/      |              | LY /ʎ/    |         |           |
| Rhotieken     | Rhotieken   |           |              | R /ʁ~r/  | R /ʁ~r/    | R /ʁ~r/      | R /ʁ~r/   | R /ʁ~r/ |           |
| Halfklinker   | Halfklinker | W /w/     |              |          |            |              | Y /j/     |         |           |

| Lettre | API |
| ------ | --- |
| A      | /ä/ |
| E      | /ɛ/ |
| O      | /ʌ/ |
| OE     | /ə/ |
| EI     | /e/ |
| OU     | /ɤ/ |
| I      | /i/ |
| Ü      | /ʉ/ |
| U      | /ɯ/ |